# Macraspis lateralis
Macraspis lateralis är en skalbaggsart som beskrevs av Olivier 1789. Macraspis lateralis ingår i släktet Macraspis och familjen Rutelidae. Inga underarter finns listade i Catalogue of Life.